# Тодчук, Евгений Вячеславович
Евгений Вячеславович Тодчук (19 февраля 1994, Катайск — 27 декабря 2023) — российский военнослужащий, капитан, командир роты заграждения инженеро-сапёрного батальона 30-го инженерно-сапёрного полка 6-й общевойсковой армии Западного военного округа. Герой Российской Федерации (посмертно, 2024).

## Биография
Родился 19 февраля 1994 года в Катайске Курганской области. 
Учился у себя на родине в средней общеобразовательной школе № 1, а после того, как перешёл в пятый класс, поступил в Екатеринбургское суворовское военное училище, которое окончил в 2012 году. С этого же 2012 года – в Вооружённых силах Российской Федерации, также Тодчук являлся курсантом Тюменского высшего военно-инженерного командного училища имени маршала инженерных войск А. И. Прошлякова. 
Учился в училище, которое окончил в 2017 году, после чего получил назначение в Западный военный округ, в 30-й инженеро-сапёрный полк 6-й общевойсковой армии, которая находилась в деревне Керро Ленинградской области. Служил Тодчук командиром понтонного взвода, а также принимал участие по заявкам военкоматов в разминировании боеприпасов времён Великой Отечественной войны, обеспечивал безопасность проведения различных массовых мероприятий, проверял здания и открытые площадки на наличие взрывоопасных предметов, занимался изъятием и утилизацией боеприпасов, а также подготовкой солдат. 
Неоднократно Тодчук выезжал в горячие точки на Северный Кавказ. В 2020 году назначен на должность командира роты заграждения инженерно-сапёрного батальона. Являлся волонтёром и кандидатом в мастера спорта по военно-прикладному спорту (2016). 
В 2022 году принимал участие во вторжении России на Украину. Погиб 27 декабря 2023 года при выполнении воинского долга. 
22 августа 2024 года ему было присвоено звание Героя Российской Федерации (посмертно). Медаль «Золотая Звезда» была передана семье Героя 2 ноября 2024 года в Смольном, награду вручал губернатор Санкт-Петербурга А. Д. Беглов и врио командующего войсками Ленинградского военного округа генерал-лейтенантом Р. С. Миннекаевым.

## Звания и награды
- Герой Российской Федерации (Указом Президента Российской Федерации «закрытым» от 22 августа 2024 года за мужество и героизм, проявленные при исполнении воинского долга, капитану Тодчуку Евгению Вячеславовичу присвоено звание Героя Российской Федерации (посмертно)[1][3].
- Медаль «За отвагу».

## Память
- В екатеринбургском суворовском военном училище установлен барельеф Героя России (20 февраля 2025)[4].